# Ремон од ле Пеја
Ремон од ле Пеја (1083—1160) био је француски витез и први Велики Мајстор витезова Хоспиталаца од 1120. до смрти. 

## Биографија
Члан је угледних породица Дафине, Рошефорт и Монтбрун и син Ига од ле Пеја који је учествовао је у Првом крсташком рату у војсци Готфрида Бујонског, био гувернер Акре, а био је у породичној вези са папским легатом Адемаром ле Пејем. Као први Велики Мајстор Хоспиталаца, уздигао је овај витешки ред у јаку армију. Творац је осмокраког крста, симбола Хоспиталаца, који ће касније постати Малтешки крст. Успоставио је прву значајну хоспиталску амбуланту у близини Цркве Светог Гроба. Учествовао је у опсади Аскалона 1153. године. 